# Gvidas Gineitis
Gvidas Gineitis (Mažeikiai, 15 aprile 2004) è un calciatore lituano, centrocampista del Torino e della nazionale lituana.

## Caratteristiche tecniche
È una mezzala mancina in grado di interpretare entrambe le fasi del centrocampo, ben strutturata fisicamente, abile negli inserimenti senza palla, che si distingue per corsa, aggressività e dinamismo. Può essere impiegato da trequartista.

## Carriera

### Club
Nel 2020 si trasferisce in Italia, accordandosi con la SPAL, che lo aggrega al proprio settore giovanile. Il 31 gennaio 2022 viene tesserato dal Torino, che lo aggrega alla formazione Primavera. Esordisce in Serie A il 10 febbraio 2023, a 18 anni, contro il Milan a San Siro (1-0 per i rossoneri). Viene sostituito da Karol Linetty ad inizio ripresa. È il quarto lituano – dopo Tomas Danilevičius, Marius Stankevičius e Edgaras Dubickas – ad esordire in Serie A, nonché il primo a vestire la maglia granata. Il 2 marzo rinnova l'accordo con i granata fino al 2026.
Nel marzo del 2024, rinnova il proprio contratto con il Torino fino al 30 giugno 2028. Lungo la sua seconda stagione in maglia granata, colleziona 14 presenze e un assist fra campionato e coppa, prima di riportare un interessamento distrattivo al legamento crociato posteriore del ginocchio destro, che lo costringe a chiudere anzitempo la propria annata.
Il 19 gennaio 2025 segna la sua prima rete in granata, nel pareggio esterno per 1-1 contro la Fiorentina. Il 22 febbraio successivo, da subentrato, regala ai suoi la vittoria contro il Milan grazie ad una rete al 76’.

### Nazionale
Ha giocato nelle nazionali giovanili lituane Under-17, Under-19 ed Under-21.
Esordisce in nazionale maggiore il 16 novembre 2022 contro l'Islanda in Coppa del Baltico, subentrando al 71' al posto di Domantas Šimkus.
Il 15 novembre 2024 realizza la sua prima rete per la massima selezione lituana nella sconfitta per 2-1 in Nations League contro Cipro.

## Statistiche

### Presenze e reti nei club
Statistiche aggiornate al 24 maggio 2025.
| Stagione            | Squadra             | Campionato          | Campionato | Campionato | Coppe nazionali | Coppe nazionali | Coppe nazionali | Coppe continentali | Coppe continentali | Coppe continentali | Altre coppe | Altre coppe | Altre coppe | Totale | Totale |
| Stagione            | Squadra             | Comp                | Pres       | Reti       | Comp            | Pres            | Reti            | Comp               | Pres               | Reti               | Comp        | Pres        | Reti        | Pres   | Reti   |
| ------------------- | ------------------- | ------------------- | ---------- | ---------- | --------------- | --------------- | --------------- | ------------------ | ------------------ | ------------------ | ----------- | ----------- | ----------- | ------ | ------ |
| 2018                | NFA Kaunas          | 1L                  | 10         | 0          | CL              | 0               | 0               | -                  | -                  | -                  | -           | -           | -           | 10     | 0      |
| 2019                | FK Atmosfera        | 1L                  | 20         | 4          | CL              | 1               | 1               | -                  | -                  | -                  | -           | -           | -           | 21     | 5      |
| gen.-ago. 2020      | FK Atmosfera        | 1L                  | 8          | 0          | CL              | 2               | 0               | -                  | -                  | -                  | -           | -           | -           | 10     | 0      |
| Totale FK Atmosfera | Totale FK Atmosfera | Totale FK Atmosfera | 28         | 4          |                 | 3               | 1               |                    | -                  | -                  |             | -           | -           | 31     | 5      |
| 2020-2021           | SPAL                | B                   | 0          | 0          | CI              | 0               | 0               | -                  | -                  | -                  | -           | -           | -           | 0      | 0      |
| 2021-gen. 2022      | SPAL                | B                   | 0          | 0          | CI              | 0               | 0               | -                  | -                  | -                  | -           | -           | -           | 0      | 0      |
| Totale SPAL         | Totale SPAL         | Totale SPAL         | 0          | 0          |                 | 0               | 0               |                    | -                  | -                  |             | -           | -           | 0      | 0      |
| gen.-giu. 2022      | Torino              | A                   | 0          | 0          | CI              | -               | -               | -                  | -                  | -                  | -           | -           | -           | 0      | 0      |
| 2022-2023           | Torino              | A                   | 3          | 0          | CI              | 0               | 0               | -                  | -                  | -                  | -           | -           | -           | 3      | 0      |
| 2023-2024           | Torino              | A                   | 14         | 0          | CI              | 1               | 0               | -                  | -                  | -                  | -           | -           | -           | 15     | 0      |
| 2024-2025           | Torino              | A                   | 30         | 3          | CI              | 1               | 0               | -                  | -                  | -                  | -           | -           | -           | 31     | 3      |
| Totale Torino       | Totale Torino       | Totale Torino       | 47         | 3          |                 | 2               | 0               |                    | -                  | -                  |             | -           | -           | 49     | 3      |
| Totale carriera     | Totale carriera     | Totale carriera     | 85         | 7          |                 | 5               | 1               |                    | -                  | -                  |             | -           | -           | 90     | 8      |

### Cronologia presenze e reti in nazionale
| Cronologia completa delle presenze e delle reti in nazionale ― Lituania | Cronologia completa delle presenze e delle reti in nazionale ― Lituania | Cronologia completa delle presenze e delle reti in nazionale ― Lituania | Cronologia completa delle presenze e delle reti in nazionale ― Lituania | Cronologia completa delle presenze e delle reti in nazionale ― Lituania | Cronologia completa delle presenze e delle reti in nazionale ― Lituania | Cronologia completa delle presenze e delle reti in nazionale ― Lituania | Cronologia completa delle presenze e delle reti in nazionale ― Lituania |
| Data                                                                    | Città                                                                   | In casa                                                                 | Risultato                                                               | Ospiti                                                                  | Competizione                                                            | Reti                                                                    | Note                                                                    |
| ----------------------------------------------------------------------- | ----------------------------------------------------------------------- | ----------------------------------------------------------------------- | ----------------------------------------------------------------------- | ----------------------------------------------------------------------- | ----------------------------------------------------------------------- | ----------------------------------------------------------------------- | ----------------------------------------------------------------------- |
| 16-11-2022                                                              | Kaunas                                                                  | Lituania                                                                | 0 – 0 (5 - 6 dtr)                                                       | Islanda                                                                 | Coppa del Baltico 2022                                                  | -                                                                       | 71’                                                                     |
| 19-11-2022                                                              | Tallinn                                                                 | Estonia                                                                 | 2 – 0                                                                   | Lituania                                                                | Coppa del Baltico 2022                                                  | -                                                                       | 70’                                                                     |
| 24-3-2023                                                               | Belgrado                                                                | Serbia                                                                  | 2 – 0                                                                   | Lituania                                                                | Qual. Euro 2024                                                         | -                                                                       | 80’                                                                     |
| 27-3-2023                                                               | Atene                                                                   | Grecia                                                                  | 0 – 0                                                                   | Lituania                                                                | Amichevole                                                              | -                                                                       | 86’                                                                     |
| 17-6-2023                                                               | Kaunas                                                                  | Lituania                                                                | 1 – 1                                                                   | Bulgaria                                                                | Qual. Euro 2024                                                         | -                                                                       | 90+2’                                                                   |
| 20-6-2023                                                               | Budapest                                                                | Ungheria                                                                | 2 – 0                                                                   | Lituania                                                                | Qual. Euro 2024                                                         | -                                                                       |                                                                         |
| 7-9-2023                                                                | Kaunas                                                                  | Lituania                                                                | 2 – 2                                                                   | Montenegro                                                              | Qual. Euro 2024                                                         | -                                                                       |                                                                         |
| 10-9-2023                                                               | Kaunas                                                                  | Lituania                                                                | 1 – 3                                                                   | Serbia                                                                  | Qual. Euro 2024                                                         | -                                                                       |                                                                         |
| 14-10-2023                                                              | Sofia                                                                   | Bulgaria                                                                | 0 – 2                                                                   | Lituania                                                                | Qual. Euro 2024                                                         | -                                                                       | 20’ 69’                                                                 |
| 17-10-2023                                                              | Kaunas                                                                  | Lituania                                                                | 2 – 2                                                                   | Ungheria                                                                | Qual. Euro 2024                                                         | -                                                                       |                                                                         |
| 16-11-2023                                                              | Podgorica                                                               | Montenegro                                                              | 2 – 0                                                                   | Lituania                                                                | Qual. Euro 2024                                                         | -                                                                       |                                                                         |
| 19-11-2023                                                              | Limassol                                                                | Cipro                                                                   | 1 – 0                                                                   | Lituania                                                                | Amichevole                                                              | -                                                                       | 45’ 87’                                                                 |
| 21-3-2024                                                               | Faro                                                                    | Gibilterra                                                              | 0 – 1                                                                   | Lituania                                                                | UEFA Nations League 2022-2023 - Play-out                                | -                                                                       | 44’                                                                     |
| 26-3-2024                                                               | Kaunas                                                                  | Lituania                                                                | 1 – 0                                                                   | Gibilterra                                                              | UEFA Nations League 2022-2023 - Play-out                                | -                                                                       |                                                                         |
| 12-10-2024                                                              | Kaunas                                                                  | Lituania                                                                | 1 – 2                                                                   | Kosovo                                                                  | UEFA Nations League 2024-2025 - 1º turno                                | -                                                                       |                                                                         |
| 15-10-2024                                                              | Kaunas                                                                  | Lituania                                                                | 1 – 2                                                                   | Romania                                                                 | UEFA Nations League 2024-2025 - 1º turno                                | -                                                                       | 85’                                                                     |
| 15-11-2024                                                              | Larnaca                                                                 | Cipro                                                                   | 2 – 1                                                                   | Lituania                                                                | UEFA Nations League 2024-2025 - 1º turno                                | 1                                                                       |                                                                         |
| 18-11-2024                                                              | Pristina                                                                | Kosovo                                                                  | 1 – 0                                                                   | Lituania                                                                | UEFA Nations League 2024-2025 - 1º turno                                | -                                                                       |                                                                         |
| 21-3-2025                                                               | Varsavia                                                                | Polonia                                                                 | 1 – 0                                                                   | Lituania                                                                | Qual. Mondiali 2026                                                     | -                                                                       |                                                                         |
| 24-3-2025                                                               | Kaunas                                                                  | Lituania                                                                | 2 – 2                                                                   | Finlandia                                                               | Qual. Mondiali 2026                                                     | 1                                                                       | 70’                                                                     |
| 7-6-2025                                                                | Ta' Qali                                                                | Malta                                                                   | 0 – 0                                                                   | Lituania                                                                | Qual. Mondiali 2026                                                     | -                                                                       |                                                                         |
| 10-6-2025                                                               | Odense                                                                  | Danimarca                                                               | 5 – 0                                                                   | Lituania                                                                | Amichevole                                                              | -                                                                       | 68’                                                                     |
| Totale                                                                  |                                                                         | Presenze                                                                | 22                                                                      |                                                                         | Reti                                                                    | 2                                                                       |                                                                         |

| Cronologia completa delle presenze e delle reti in nazionale ― Lituania under 21 | Cronologia completa delle presenze e delle reti in nazionale ― Lituania under 21 | Cronologia completa delle presenze e delle reti in nazionale ― Lituania under 21 | Cronologia completa delle presenze e delle reti in nazionale ― Lituania under 21 | Cronologia completa delle presenze e delle reti in nazionale ― Lituania under 21 | Cronologia completa delle presenze e delle reti in nazionale ― Lituania under 21 | Cronologia completa delle presenze e delle reti in nazionale ― Lituania under 21 | Cronologia completa delle presenze e delle reti in nazionale ― Lituania under 21 |
| Data                                                                             | Città                                                                            | In casa                                                                          | Risultato                                                                        | Ospiti                                                                           | Competizione                                                                     | Reti                                                                             | Note                                                                             |
| -------------------------------------------------------------------------------- | -------------------------------------------------------------------------------- | -------------------------------------------------------------------------------- | -------------------------------------------------------------------------------- | -------------------------------------------------------------------------------- | -------------------------------------------------------------------------------- | -------------------------------------------------------------------------------- | -------------------------------------------------------------------------------- |
| 25-3-2022                                                                        | Talavera de la Reina                                                             | Spagna under 21                                                                  | 8 – 0                                                                            | Lituania under 21                                                                | Qual. Europeo Under-21 2023                                                      | -                                                                                |                                                                                  |
| 29-3-2022                                                                        | Ta' Qali                                                                         | Malta under 21                                                                   | 1 – 3                                                                            | Lituania under 21                                                                | Qual. Europeo Under-21 2023                                                      | -                                                                                | 44’                                                                              |
| 7-6-2022                                                                         | Alytus                                                                           | Lituania under 21                                                                | 1 – 1                                                                            | Irlanda del Nord under 21                                                        | Qual. Europeo Under-21 2023                                                      | -                                                                                |                                                                                  |
| Totale                                                                           |                                                                                  | Presenze                                                                         | 3                                                                                |                                                                                  | Reti                                                                             | 0                                                                                |                                                                                  |